# Jisra’el Barzilaj
Jisra’el Barzilaj (hebr. ישראל ברזילי; ur. 1 października 1913 w Nieszawie, zm. 12 czerwca 1970 w kibucu Negba) – izraelski dyplomata i polityk, w latach 1948–1951 poseł Izraela w Polsce, w latach 1955–1961 oraz 1966–1969 minister zdrowia, w latach 1955–1965 poseł do Knesetu.

## Życiorys
Urodził się jako Izrael (Josek) Izenberg. Mając 11 lat wstąpił do Ha-Szomer Ha-Cair. Uczył się w chederze, a następnie w żydowskim gimnazjum we Włocławku. W 1932 wyjechał do Paryża, gdzie rozpoczął studia przygotowujące go do alii do Mandatu Palestyny, która nastąpiła dwa lata później. Tam wstąpił do He-Chaluc i po czterech latach wybrano go na przywódcę departamentu finansów w Ruchu Kibucowym. W 1939 należał do grupy współzałożycieli kibicu Negba. W 1947 został wybrany na sekretarza Światowego Związku Mapam, rok później został pierwszym izraelskim posłem w Polsce i sprawował tę funkcję do 1951. Po powrocie do Izraela ponownie był sekretarzem Mapam do 1955, kiedy to został po raz pierwszy wybrany z listy Mapam do Knesetu. Został wówczas ministrem zdrowia w rządzie Dawida Ben Guriona, w listopadzie 1958 po wycofaniu się z rządu Narodowej Partii Religijnej został również Ministrem Poczty. Po kolejnych wyborach w 1959 ponownie otrzymał tekę Ministra Zdrowia i utrzymał ją do 1961, do czasu aż Mapam została wykluczona z rządu. Utrzymał jednak stanowisko zastępcy przewodniczącego Knesetu. Mimo że podczas wyborów w 1965 utracił mandat to ponownie wybrano go na ministra zdrowia w rządzie Lewiego Eszkola. Podczas wyborów do Knesetu w 1969 został wybrany ministrem bez teki i sprawował tę funkcję do śmierci w czerwcu 1970. Po jego śmierci szpital w Aszkelonie, pod który położył kamień węgielny w 1961 został nazwany Centrum Medyczne Barzilaj.
Zmarł 12 czerwca 1970 w kibucu Negba.